# Le Voyage d'un jeune compositeur
Pour plus de détails, voir Fiche technique et Distribution.
Le Voyage d'un jeune compositeur (ხალგაზრდა კომპოზიტორის მოგზაურობა, Akhalgazrda kompozitoris mogzauroba) est un film soviétique réalisé par Gueorgui Chenguelaia, sorti en 1985.

## Fiche technique
- Titre original : Akhalgazrda kompozitoris mogzauroba
- Titre français : Le Voyage d'un jeune compositeur
- Réalisation : Gueorgui Chenguelaia
- Scénario : Gueorgui Chenguelaia et Erlom Akhvlediani d'après le roman d'Otar Chkheidze (en)
- Pays d'origine : URSS
- Format : Couleurs
- Genre : comédie dramatique
- Date de sortie : 1985

## Distribution
- Gia Peradze : Leko Tatasheli
- Levan Abashidze (en) : Nikusha Chachanidze
- Zura Kipshidze : Elizbar Tsereteli
- Rusudan Kvlividze : Tekla Tsereteli
- Ruslan Mikaberidze : Shalva Tsereteli

## Récompense
- Ours d'argent du meilleur réalisateur  lors de la Berlinale 1986.